# Universidade Nacional de Singapura
A Universidade Nacional de Singapura (National University of Singapore ou NUS em inglês; 新加坡国立大学 ou Xīnjiāpō Guólì Dàxué, abreviado como 国大 em chinês simplificado; Universiti Nasional Singapura em malaio  e சிங்கப்பூர் தேசிய பல்கலைக்கழகம் em tâmil) é a mais antiga universidade de Singapura. É também a maior universidade do país em número de alunos e cursos oferecidos.
O principal campus da universidade está localizado no sudoeste de Singapura, em Kent Ridge, com uma área de aproximadamente 1,5 km². O campus de Bukit Timah abriga a faculdade de direito, enquanto que a faculdade de medicina (Duke-NUS Graduate Medical School Singapore) fica localizada no campus Outram.

## Referências

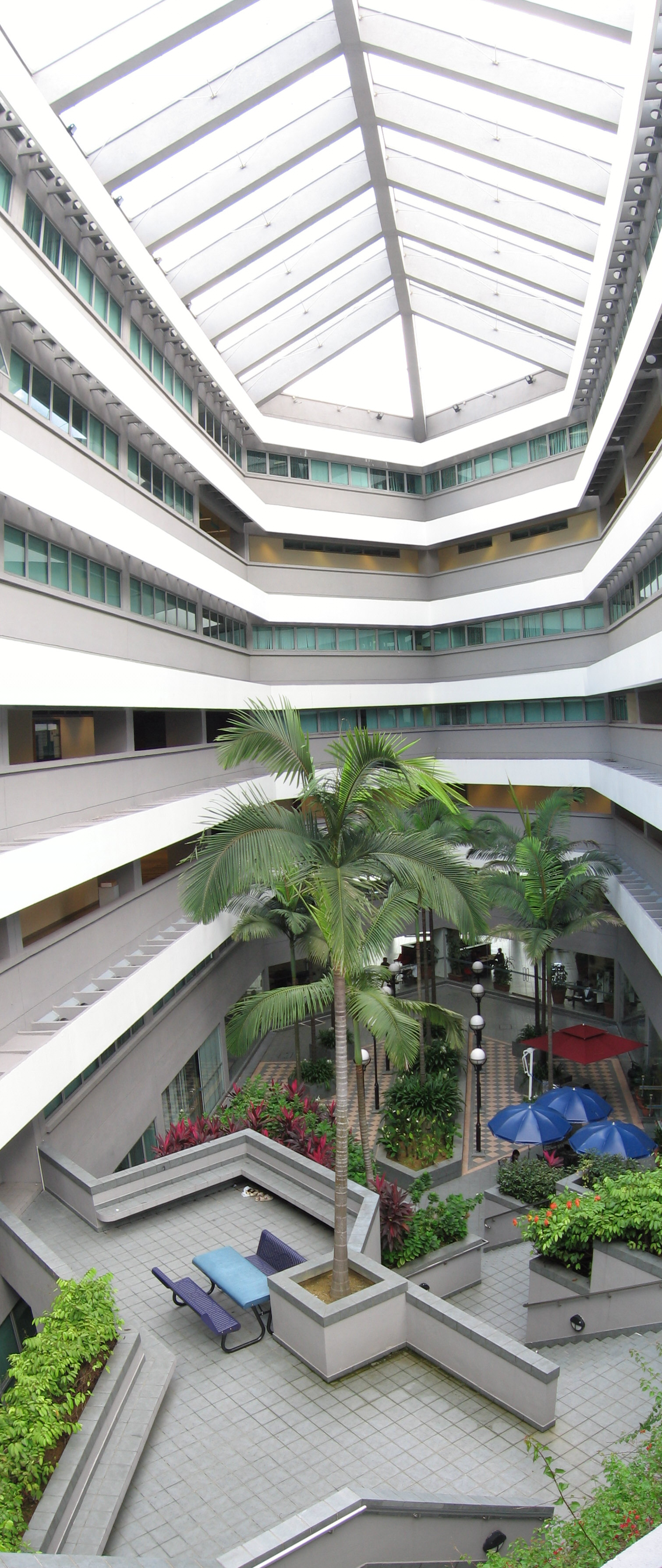
Faculdade de Engenharia da Universidade Nacional de Singapura